# Las películas de Rocío Dúrcal
Las películas de Rocío Dúrcal es el tercer álbum de estudio de la cantante y actriz española Rocío Dúrcal. Fue producido por los españoles Antonio Guijarro y Augusto Algueró, y lanzado en 1963 por la discográfica Philips Phonogram. El disco se realizó recopilando los temas que Dúrcal interpretó en las películas, Canción de juventud de 1962, y Rocío de La Mancha de 1963. 

## Lista de temas
| No. | Título                    | Duración |
| --- | ------------------------- | -------- |
| 1.  | Volver A Verte            | 3:13     |
| 2.  | La Niña Buena             | 1:39     |
| 3.  | La Reunión                | 2:52     |
| 4.  | La Luna Se Ha Vuelto Loca | 2:15     |
| 5.  | Canta Conmigo             | 2:47     |
| 6.  | Nubes De Colores          | 3:45     |
| 7.  | Canción De Juventud       | 3:45     |
| 8.  | Quisiera Ser Un Ángel     | 2:04     |
| 9.  | Parabá Papá               | 3:15     |
| 10. | La Hormiguita             | 2:37     |
| 11. | Don Quijote               | 3:17     |
| 12. | Que Tengas Suerte         | 3:17     |

Todos los temas pertenecen a la cinta "Canción de juventud", excepto 5, 6, 11 y 12 grabados para la cinta "Rocío de La Mancha". Todos los temas fueron compuestos por Antonio Guijarro y Augusto Algueró.

## Edición Banda sonora original De La Película
- Primera Edición "Canción De Juventud"

|    | Título              | Autor(es)                          | Duración |
| -- | ------------------- | ---------------------------------- | -------- |
| 1. | La Reunión          | Antonio Guijarro / Augusto Algueró | 2:52     |
| 2. | La Hormiguita       | Antonio Guijarro / Augusto Algueró | 2:37     |
| 3. | Canción De Juventud | Antonio Guijarro / Augusto Algueró | 3:45     |
| 4. | La Niña Buena       | Antonio Guijarro / Augusto Algueró | 1:39     |

- Segunda Edición "Canción De Juventud"[2]

| No. | Título                               | Autor(es)                          | Duración |
| --- | ------------------------------------ | ---------------------------------- | -------- |
| 1.  | Quisiera Ser Un Ángel                | Antonio Guijarro / Augusto Algueró | 2:04     |
| 2.  | Parabá Papá                          | Antonio Guijarro / Augusto Algueró | 3:15     |
| 3.  | Volver A Verte                       | Antonio Guijarro / Augusto Algueró | 3:13     |
| 4.  | La Luna Se Ha Vuelto Loca (Alegrías) | Antonio Guijarro / Augusto Algueró | 2:15     |

En el tema 4, Rocío Dúrcal fue acompañada por Paco de Lucia guitarrista.
- Edición "Rocío De La Mancha"[3]

| No. | Título                                 | Autor(es)                          | Duración |
| --- | -------------------------------------- | ---------------------------------- | -------- |
| 1.  | Que Tengas Suerte (Rocío De La Mancha) | Antonio Guijarro / Augusto Algueró | 3:17     |
| 2.  | Canta Conmigo (Rocío De La Mancha)     | Antonio Guijarro / Augusto Algueró | 2:47     |
| 3.  | Nubes De Colores (Rocío De La Mancha)  | Antonio Guijarro / Augusto Algueró | 3:45     |
| 4.  | Alegrías De Rocío (Rocío De La Mancha) | Augusto Algueró / Rafael De León   | 1:30     |